# Siti Badriah
Siti Badriah, znana również jako Sibad (ur. 11 listopada 1991 w Bekasi) – indonezyjska piosenkarka dangdut i aktorka.
Szerszą popularność zyskała w 2018 roku za sprawą utworu „Lagi Syantik” (który we wrześniu tego roku miał ponad 330 mln wyświetleń w serwisie YouTube).
W latach 2017, 2018 i 2019 otrzymała trzy nagrody AMI (Anugerah Musik Indonesia), dwukrotnie w kategorii najlepszy współczesny solowy artysta dangdut, a w 2017 r. za duet w tym gatunku z Delonem Thamrinem.

## Dyskografia
Albumy studyjne
- 2014: Satu Sama
- 2014: Satu Sama <wersja VCD>
- 2018: Lagi Syantik